# Панфилов, Иван Кузьмич
Ива́н Кузьми́ч Панфи́лов (1764—1835) — русский кораблестроитель XVIII—XIX веков, корабельный мастер, строил военные парусные корабли различного класса, отец адмирала А. И. Панфилова.

## Биография
Иван Кузьмич Панфилов начал службу ластовым подмастерьем в Санкт-Петербургском адмиралтействе. В 1796—1798 годах был командирован в Херсон, где под руководством корабельного мастера А. С. Катасанова участвовал в строительстве 74-пушечного линейного корабля «Святой Михаил», после спуска корабля на воду в 1798 году Панфилов получил первый чин. С 1799 года в Санкт-Петербургском адмиралтействе принимал участие в строительстве самого совершенного русского корабля на рубеже XVIII—XIX вв — 130 пушечного линейного корабля «Благодать» (строитель А. С. Катасанов) и 74-пушечного линейного корабля «Зачатие святой Анны», строителем которого был корабельный мастер В. А. Сарычев. За участие в постройке, спуске и проводку на камелях кораблей, в 1800 году Панфилов был произведён в звание корабельного подмастерья и повышен в чине до 12-го класса.
В 1800—1802 годах принимал участие в строительстве в Санкт-Петербургском адмиралтействе 84-пушечного линейного корабля «Рафаила» (строитель В. А. Сарычев). В 1803 году И. К. Панфилов вышел в отставку с чином 9-го класса. 7 февраля 1806 года «по приглашению начальства», снова поступил на службу со званием помощника корабельного мастера и был командирован в Олонецкую губернию для заготовки материалов. Затем снова переведён в Санкт-Петербург в Главный гребной порт, где занимался починкой кораблей. Неоднократно командировался для осмотра судов в Ригу и Архангельск
В 1819 году вышел в отставку. В 1820 году поступил корабельным мастером в Кронштадтскую контрольную экспедицию, где в 1821 году за отличие получил орден Святого Владимира 4-й степени. В 1827 году по Высочайшему повелению был определён непременным членом Кораблестроительного и Учётного Комитета Морского Министерства. Являлся чиновником 6-го класса.
Умер 25 марта 1835 года. Похоронен на Смоленском православном кладбище Санкт-Петербурга.

## Семья
Иван Кузьмич был женат на Дарье Ивановне (1779—1848). В семье было четверо детей: дочери Александра (1802—1884) и Дарья (1819—1863), сыновья Иван (1806—1837) и Александр, которые стали военными моряками.